# Guttenberg (Iowa)
Guttenberg és una població dels Estats Units a l'estat d'Iowa. Segons el cens del 2000 tenia 1.987 habitants.

## Demografia
Segons el cens del 2000, Guttenberg tenia 1.987 habitants, 837 habitatges, i 534 famílies. La densitat de població era de 372,4 habitants/km².
Dels 837 habitatges en un 26,3% hi vivien nens de menys de 18 anys, en un 52,7% hi vivien parelles casades, en un 7,5% dones solteres, i en un 36,2% no eren unitats familiars. En el 32,7% dels habitatges hi vivien persones soles el 18% de les quals corresponia a persones de 65 anys o més que vivien soles. El nombre mitjà de persones vivint en cada habitatge era de 2,21 i el nombre mitjà de persones que vivien en cada família era de 2,77.
Per edats la població es repartia de la següent manera: un 21% tenia menys de 18 anys, un 6% entre 18 i 24, un 22,6% entre 25 i 44, un 24,2% de 45 a 60 i un 26,2% 65 anys o més.
L'edat mediana era de 45 anys. Per cada 100 dones de 18 o més anys hi havia 85,6 homes.
La renda mediana per habitatge era de 29.151 $ i la renda mediana per família de 33.393 $. Els homes tenien una renda mediana de 25.265 $ mentre que les dones 16.897 $. La renda per capita de la població era de 17.098 $. Entorn del 4% de les famílies i el 8,4% de la població estaven per davall del llindar de pobresa.

## Poblacions més properes
El següent diagrama mostra les poblacions més properes.